# Norbert Madaras
Norbert Madaras (Eger, 1º dicembre 1979) è un ex pallanuotista ungherese naturalizzato italiano, attaccante del Ferencvaros, vincitore di due medaglie d'oro ai giochi olimpici di Atene 2004 e Pechino 2008. Dal 2020 è il presidente del Ferencvaros. Dal 2022 è presidente della federazione pallanuotistica Ungherese.

## Palmarès

### Club

#### Trofei nazionali
- Campionato italiano: 9

Recco: 2005-2006, 2006-2007, 2007-2008, 2008-2009, 2009-2010, 2010-2011, 2011-2012, 2013-13, 2013-14
- Coppe Italia: 8

Recco: 2005-06, 2006-07, 2007-08, 2008-09, 2009-10, 2010-11, 2012-13, 2013-14
- Campionato ungherese: 5

Vasutas: 1999
Szolnok: 2015, 2016, 2017
Ferencvaros: 2019
- Coppa d'Ungheria: 6

Vasutas: 2000
Vasas: 2002, 2004
Szolnok: 2016, 2017
Ferencvaros: 2019

### Trofei internazionali
- LEN Champions League: 6

Recco: 2007, 2008, 2010, 2012
Szolnok: 2017
Ferencvaros: 2019
- Supercoppa LEN: 6

Recco: 2007, 2008, 2010, 2012
Szolnok: 2017
Ferencvaros: 2018
- Coppa delle Coppe: 1

Vasas: 2001-2002
- Lega Adriatica: 1

Recco: 2011-2012